# سسكا صوفيا
سيسكا صوفيا نادي كرة قدم بلغاري، تأسس في 5 مايو 1948 في العاصمة صوفيا.

## إنجازات النادي

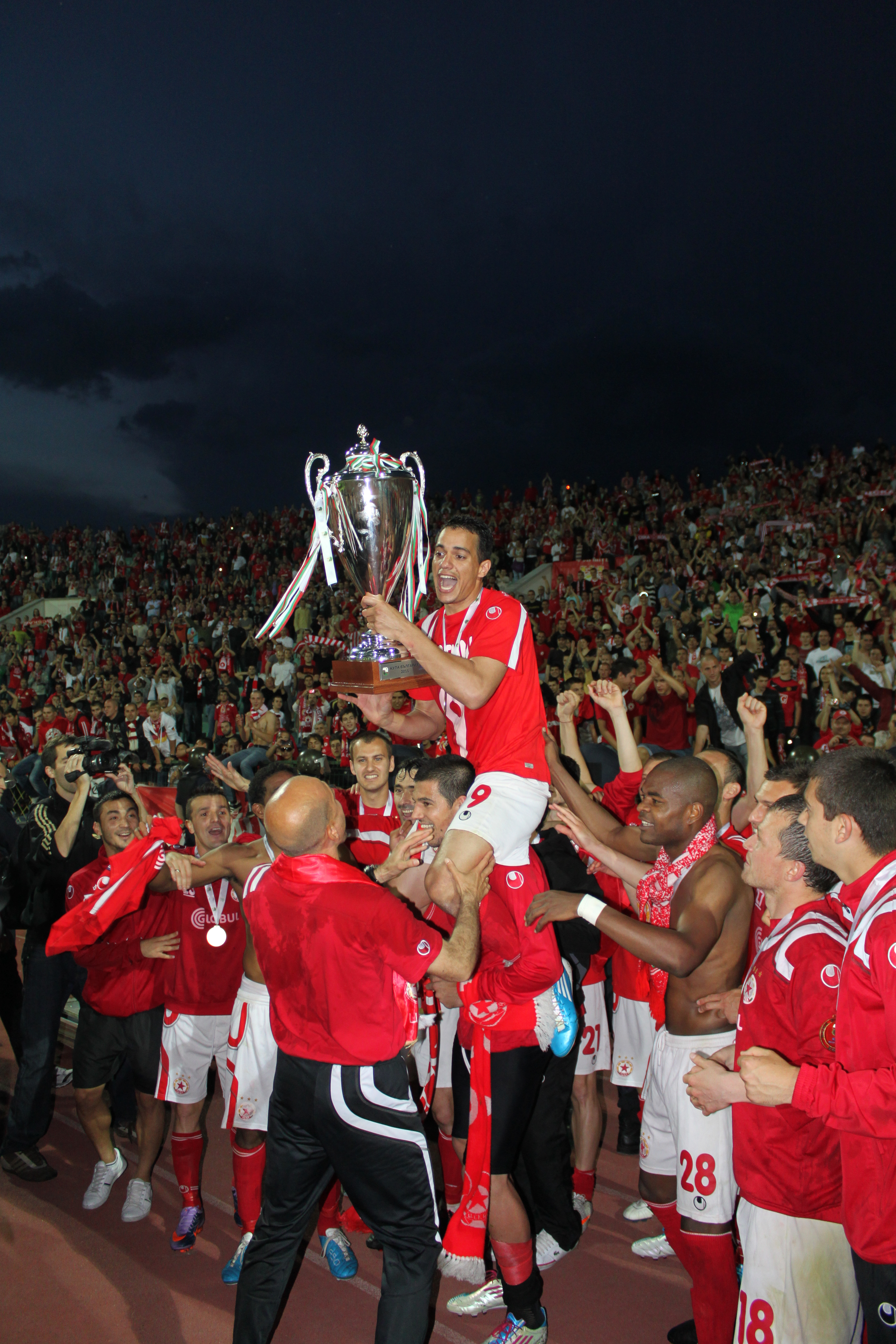
الاحتفال بكاس بلغاريا

بطل الدوري البلغاري (31 مرة - رقم قياسي)
- 1948، 1951، 1952، 1954، 1955، 1956، 1957، 1958، 1959، 1960، 1961، 1962، 1966، 1969، 1971، 1972، 1973، 1975، 1976، 1980، 1981، 1982، 1983، 1987، 1989، 1990، 1992، 1997، 2003، 2005، و2008

بطل كأس بلغاريا (عشر مرات)
- 1981، 1983، 1985، 1987، 1988، 1989، 1993، 1997، 1999 و2006

بطل كأس السوبر البلغاري (ثلاث مرات)
- 1989، 2006 و2008

## وصلات خارجية
- الموقع الرسمي للنادي
- cska.links.bg